# Agassizia urbicola
Agassizia urbicola är en fjärilsart som beskrevs av Hans Hermann Behr 1870. Agassizia urbicola ingår i släktet Agassizia och familjen nattflyn. Inga underarter finns listade i Catalogue of Life.